# Église baptiste centrale de Suwon
L'Église baptiste centrale de Suwon (anglais : Suwon Central Baptist Church) est une megachurch chrétienne évangélique baptiste située à Suwon en Corée du Sud, affiliée à la Convention baptiste coréenne. Son pasteur principal est Myung Jin Ko.  En 2024, elle compterait une assistance de 30 000 personnes.

## Histoire
L'église est fondée en 1951 .  En 1960, Billy Kim devient pasteur principal de l’église qui compte 10 personnes. En 1973, l’église compte 300 personnes . En 2005, quand il se retire, l’église compte 15 000 personnes . Myung Jin Ko devient le Pasteur principal en janvier 2005. En 2008, l’église compterait 20 000 personnes. En 2025, elle compterait 30,000 personnes.